# Centerfold (nummer)
Centerfold is een nummer van de Amerikaanse band The J. Geils Band, afkomstig van het album Freeze Frame uit 1981. Op 13 september van dat jaar werd het nummer eerst op single uitgebracht in de Verenigde Staten, Canada en Japan. In januari 1982 volgden Europa,  Australië en Nieuw-Zeeland.
De plaat gaat over een man die net ontdekt heeft dat het meisje waar hij op school verliefd op was, nu in het midden van een tijdschrift staat. De zanger kan niet beslissen of hij nog steeds een relatie met het meisje aan wil gaan.

## Achtergrond
In de herfst van 1981 kwam het nummer op single uit en werd een hit in een aantal landen. In thuisland de Verenigde Staten stond de plaat even later op de nummer 1-positie in de Billboard Hot 100 (in februari 1982) en bleef daar zes weken staan. Het was de eerste single die uitkwam van het album Freeze Frame.
In februari 1982, nadat de plaat op nummer 1 stond in de Verenigde Staten, Canada en Australië, bereikte Centerfold in het Verenigd Koninkrijk de 3e positie in de UK Singles Chart en was dus het enige grote succes van de band. Freeze-Frame was een kleinere hit.
In Nederland werd de plaat veel gedraaid op Hilversum 3 en werd een grote hit in de destijds drie landelijke hitlijsten op de nationale publieke popzender. De plaat bereikte de 6e positie in de Nederlandse Top 40, de 4e positie in de Nationale Hitparade en de 5e positie in de TROS Top 50. In de Europese hitlijst op Hilversum 3, de TROS Europarade, werd de 2e positie bereikt.
In België bereikte de plaat de 2e positie in zowel de voorloper van de Vlaamse Ultratop 50 als de Vlaamse Radio 2 Top 30. In Wallonië werd géén notering behaald.
De plaat staat op de 52e positie in de Billboard's All Time Top Songs.
In de sinds december 1999 jaarlijks uitgezonden NPO Radio 2 Top 2000 van de Nederlandse publieke radiozender NPO Radio 2 stond de plaat uitsluitend van 1999 t/m 2003 in de lijst der lijsten genoteerd, met als hoogste notering een 1270e positie in 1999.

## NPO Radio 2 Top 2000
| Nummer met noteringen in de NPO Radio 2 Top 2000 | '99  | '00  | '01  | '02  | '03  |
| ------------------------------------------------ | ---- | ---- | ---- | ---- | ---- |
| Centerfold                                       | 1270 | 1422 | 1817 | 1597 | 1527 |

1. ↑  Een vetgedrukt getal geeft de hoogste notering aan.
2. ↑  Deze tabel is bijgewerkt tot en met de laatste editie (2024).

## Trivia
- In april 2012 had Gec een lied voor Homestuck gemaakt dat per ongeluk leek op Centerfold, genaamd Ohgodcat. Nadat dit voor respons zorgde bij de fans, had Gec het lied bewerkt.